# M/F Ane Læsø
 Denne artikel omhandler den tidligere færge Vesborg, bygget 1995. Opslagsordet har også en anden betydning, se Psara Glory (Ane Læsø).
M/F Ane Læsø er navnet på en dansk bilfærge, som blev bygget 1995 af Ørskov Christensens Stålskibsværft i Frederikshavn til Samsø Linien, hvor den under navnet M/F Vesborg mest sejlede mellem Hou og Sælvig. Færgeselskabet Læsø K/S købte 2. november 2011 færgen til Læsø-overfarten, som den skulle besejle sammen med M/F Margrete Læsø, men ifølge aftalen samtidig være til rådighed som hjælpefærge for Samsø-ruten. Navnet Vesborg maledes i marts 2012 over til Ane Læsø . og 15. maj foretoges en officiel navngivning i Vesterø Havn.

Ane Læsø, som kan medtage op til 75 personbiler og 440 passagerer, afløste en tidligere Læsø-færge med samme navn, som nu sejler under navnet Psara Glory mellem de græske øer Psara og Chios i det Ægæiske Hav.

## Samsø Linien
Samsøfærgen Vesborg sejlede 1995-2009 hovedsageligt mellem hjemhavnen Sælvig på Samsø og Hou i Jylland, men har i 1998, 2010 og 2012 også besejlet Samsø-Kalundborg ruten og under spidsbelastnings-perioder i 2009 og 2010 Spodsbjerg-Tårs mellem Langeland og Lolland.

På Samsø ombyggedes 2008 havnen i Sælvig til større færger (M/F Kanhave og M/F Samsø), hvorefter færgens leje flyttedes til den sydligere beliggende Kolby Kås.

## Samsø Trafikken
Nordic Ferry Services købte 1. oktober 2008 Vesborg og ommalede den med logoet 'Samsø Trafikken', som overtog driften.
Færgen fortsatte på Kolby Kås-ruten indtil juli 2009, da M/F Kanhave var bygget færdig.

I januar 2011 fusionerede moderselskabet til Danske Færger A/S, i daglig tale 'Færgen'.

## Læsø Færgen
En undersøgelse af behov for ny færge til Læsø bestilt af Indenrigs- og Sundhedsministeriet fastslog i august 2010, at der var behov for en ny erstatningsfærge og ekstra færge i højsæsonen med større kapacitet, i stedet for den daværende Ane Læsø, som var 30 år gammel.

Færgeselskabet Læsø afholdte derfor i maj 2011 bestyrelsesmøde på færgen Vesborg med samtidig inspektion og forhandling af pris. Man havde da også i tankerne at oprette en sommerrute mellem Læsø og Gøteborg-området i 2012 og ville gennemføre en markedsundersøgelse for at afklare kundegrundlaget.
Færgeselskabet Læsø købte 2. november 2011 den 16 år gamle færge Vesborg med rampe for 24 mio. kr. og 5. november ankom den til Frederikshavn, hvor den skulle gennemgå et hovedeftersyn. Under blæsevejr den 3. januar 2012 rev de bagerste fortøjninger sig løs, så færgen drev rundt midt i havnen.
Efter en klage fra CO-Søfart bestemte ankenævnet for søfartsforhold i en kendelse af 3. september 2012, at færgen fremover skal have en enhedsbesætning på 3 befarne skibsassistenter, i stedet for 2.

I oktober 2012 havde færgen en speciel sejlads for Mercedes-Benz mellem en række danske og svenske havnebyer i forbindelse med præsentation af deres nye minivan Citan.
Den 1. oktober 2014 indsættes Ane Læsø igen midlertidigt på Hou-Sælvig ruten, indtil den nye færge M/F Samsø er bygget færdig.